# Pseudoplumarella corrucans
Pseudoplumarella corrucans is een zachte koraalsoort uit de familie Primnoidae. De koraalsoort komt uit het geslacht Pseudoplumarella. Pseudoplumarella corrucans werd in 1911 voor het eerst wetenschappelijk beschreven door Thomson & Mackinnon. 